# La Celle-sur-Nièvre
Pour les articles homonymes, voir La Celle.
La Celle-sur-Nièvre est une commune française située dans le département de la Nièvre, en région Bourgogne-Franche-Comté.

## Géographie
Le village est implanté au nord-ouest de la Nièvre, à 29 km de Nevers (par la route), dans le canton de La Charité-sur-Loire. Il est situé à 20 km à l’est de La Charité-sur-Loire et à 36 km au sud-est de Cosne-Cours-sur-Loire, son chef-lieu d'arrondissement. La voie de communication principale qui permet d'y accéder est la route nationale 151, puis la D 38.
Les agglomérations les plus proches sont Beaumont-la-Ferrière, (2 km) et Murlin (5 km). Les routes départementales D 117, D 196, D 222 et D 246 traversent le village.
La superficie de la commune est de 1 295 hectares ; son altitude varie entre 203 et 337 mètres.
En 2019, la commune compte 158 habitants.

### Géologie
Le sous-sol est essentiellement composé de roches calcaires, marnes et gypses.

### Lieux-dits et écarts
La Celle-sur-Nièvre regroupe plusieurs hameaux et habitations isolés : le Bas-de-la-Celle, Bornet, Boucharderie (la), Boulet (le), Chicotterie (la), Gagy, Maison-Rouge (la), Mauvrain, Pomponnerie (la), Pont-de-Beaumont (le) et Saint-Lay.

### Climat
Pour des articles plus généraux, voir Climat de la Bourgogne-Franche-Comté et Climat de la Nièvre.
En 2010, le climat de la commune est de type climat océanique dégradé des plaines du Centre et du Nord, selon une étude du Centre national de la recherche scientifique s'appuyant sur une série de données couvrant la période 1971-2000. En 2020, Météo-France publie une typologie des climats de la France métropolitaine dans laquelle la commune est exposée à un climat océanique altéré et est dans la région climatique  Centre et contreforts nord du Massif Central, caractérisée par un air sec en été et un bon ensoleillement. 
Pour la période 1971-2000, la température annuelle moyenne est de 10,9 °C, avec une amplitude thermique annuelle de 15,8 °C. Le cumul annuel moyen de précipitations est de 864 mm, avec 12,3 jours de précipitations en janvier et 7,9 jours en juillet. Pour la période 1991-2020, la température moyenne annuelle observée sur la station météorologique de Météo-France la plus proche, « Premery », sur la commune de Prémery à 9 km à vol d'oiseau, est de 11,1 °C et le cumul annuel moyen de précipitations est de 911,1 mm. 
La température maximale relevée sur cette station est de 40,5 °C, atteinte le 11 août 2003 ; la température minimale est de −15,1 °C, atteinte le 26 janvier 2007,,. 
Les paramètres climatiques de la commune ont été estimés pour le milieu du siècle (2041-2070) selon différents scénarios d'émission de gaz à effet de serre à partir des nouvelles projections climatiques de référence DRIAS-2020. Ils sont consultables sur un site dédié publié par Météo-France en novembre 2022.

## Urbanisme

### Typologie
Au 1er janvier 2024, La Celle-sur-Nièvre est catégorisée commune rurale à habitat très dispersé, selon la nouvelle grille communale de densité à sept niveaux définie par l'Insee en 2022.
Elle est située hors unité urbaine. Par ailleurs la commune fait partie de l'aire d'attraction de Nevers, dont elle est une commune de la couronne,. Cette aire, qui regroupe 93 communes, est catégorisée dans les aires de 50 000 à moins de 200 000 habitants,.

### Occupation des sols
L'occupation des sols de la commune, telle qu'elle ressort de la base de données européenne d’occupation biophysique des sols Corine Land Cover (CLC), est marquée par l'importance des territoires agricoles (57 % en 2018), une proportion identique à celle de 1990 (57 %). La répartition détaillée en 2018 est la suivante : forêts (43 %), prairies (30,1 %), terres arables (26,9 %). L'évolution de l’occupation des sols de la commune et de ses infrastructures peut être observée sur les différentes représentations cartographiques du territoire : la carte de Cassini (XVIIIe siècle), la carte d'état-major (1820-1866) et les cartes ou photos aériennes de l'IGN pour la période actuelle (1950 à aujourd'hui).

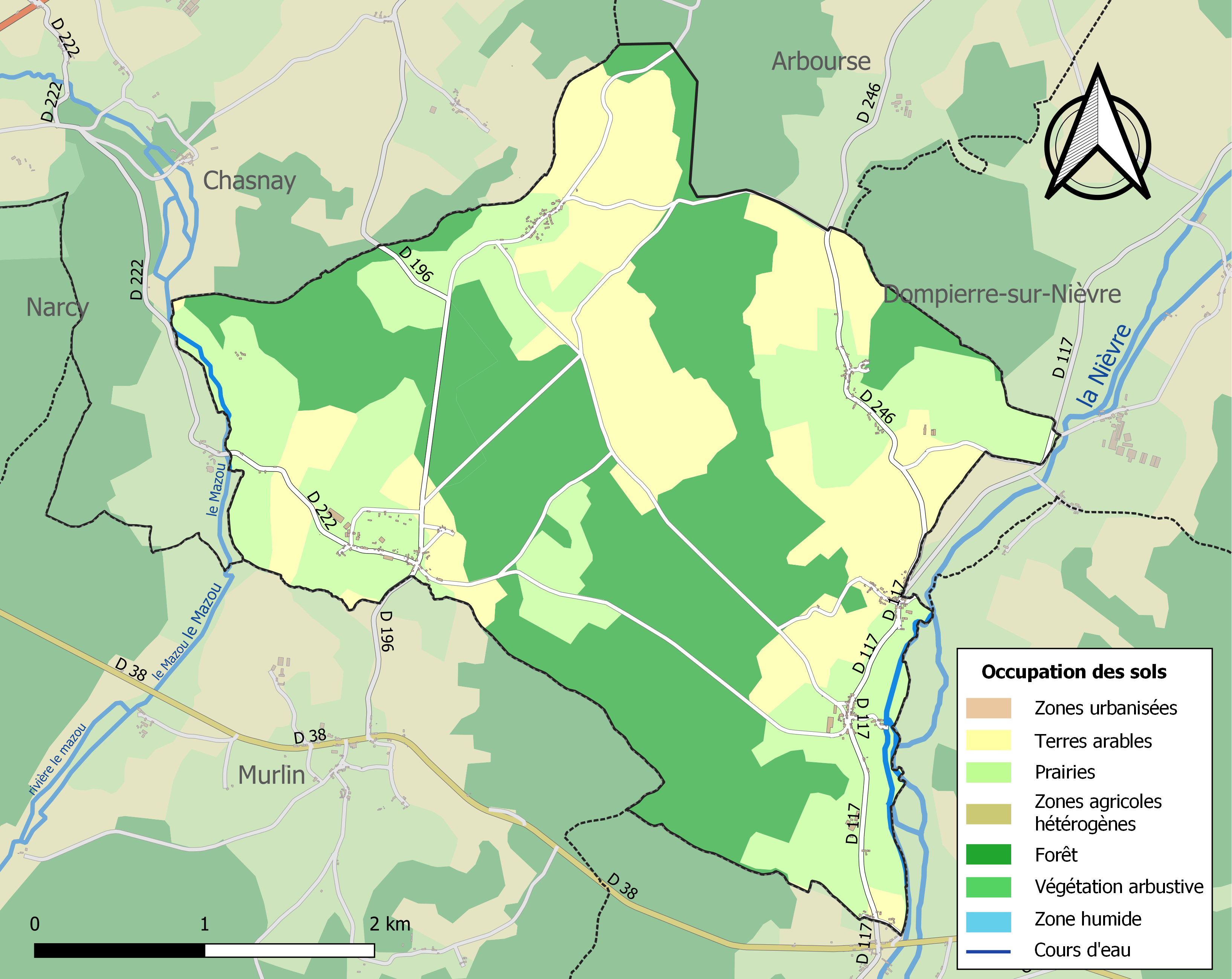
Carte des infrastructures et de l'occupation des sols de la commune en 2018 (CLC).

## Toponymie
- Le nom de la commune vient du latin cella, ermitage ou petit monastère[14],[15].
- On relève les occurrences suivantes du nom de la commune : Cella Salvii (vers 600), Cella Sancti Dionysii in Pago Nivernensi (908), La Celle (1445), La Selle-sur-Nyerre (1480) et Cella super Nievram (1535)[16].

## Histoire
- La première mention[Où ?] du nom du lieu date de vers l'année 600.
- Sous l'Ancien Régime, la paroisse de La Celle relève du diocèse d'Auxerre.
- En 1675, une rixe éclate « dans le prieuré de La Celle-sur-Nièvre » entre un prêtre demeurant à Murlin et le curé de La Celle, Pierre Bonnerot, et deux laboureurs du village[17].
- En 1724, on trouve parmi les habitants un certain Pierre-André Floridor, « maître opérateur et oculiste »[17].
- En 1752, la seigneur, François-Gabriel de Morogues, baille la terre et seigneurie de La Celle, qui se compose des domaines du Haut (où se trouve le colombier), du Bas (terres, prés et une seule maison), du Bornet, de La Lopperie[18], de deux moulins (La Celle et Mauvrain), de vignes, de bois et de quelques terres isolées[19].
- Le 8 mars 1789, les habitants se réunissent devant l’église pour rédiger leur « cahier de doléances, plaintes et remontrances » préparatoire aux États généraux[20].
- En 1874, le conseil municipal est suspendu sur décision du préfet de la Nièvre[21].
- En 1886, le conseil municipal émet le vœu que « le budget des cultes soit supprimé à bref délai et que le produit serve au dégrèvement des impôts qui accablent le peuple »[22].
- En 1902, les bûcherons de la commune s’organisent en syndicat[23]. On compte 40 % de chômeurs parmi eux[24].
- En 1906[25], le nombre d'habitants de La Celle-sur-Nièvre, qui compte 182 maisons, s'élève à 662 individus. La commune compte un curé, un instituteur et une institutrice publics, trois cantonniers, un garde champêtre et un garde particulier. Il y a peu de commerçants : 3 épiciers ou épicières, 2 boulangers, 1 boucher et 1 négociant. Les artisans sont beaucoup plus nombreux : 6 sabotiers, 6 maçons, 5 couturières, 4 maréchaux-ferrants, 2 cordonniers, 2 scieurs de long, 1 mécanicien, 1 tonnelier, 1 couvreur, 1 meunier (et 1 garde du moulin), 1 modiste et 1 tailleur de pierre. La catégorie socioprofessionnelle la plus représentée est celle de cultivateur (87 individus), suivie par les vignerons (49), les domestiques (31, plusieurs cultivateurs étant désignés comme tels), les journaliers (19), les bûcherons (18), les charretiers (4), les fermiers (4) et les rouliers (2). On recense également dans la commune 10 rentiers et un « étudiant en notariat ». Au total, on relève à La Celle 30 professions différentes. On n’y trouve, selon le recensement de 1906, ni médecin ni notaire ni cabaretier ni sage-femme. Il y a 1 étranger : la bonne espagnole du curé. Comme dans bon nombre de communes nivernaises, plusieurs familles du village accueillent un « petit Paris », c’est-à-dire un enfant de l’Assistance publique : il y a 48 « pensionnaires » à La Celle-sur-Nièvre.

### Curés
- Pierre Bonnerot (1675)[17], Martinet (1866).

### Seigneur
- 1735 : François-Gabriel de Morogues (1684-1762), seigneur de Fonfaye (Châteauneuf-Val-de-Bargis), Dreigny (Colméry), La Celle et autres lieux[26].

### Armorial

Famille de Morogues[27].

## Politique et administration
| Période                                  | Période  | Identité         | Étiquette | Qualité |
| ---------------------------------------- | -------- | ---------------- | --------- | ------- |
| avant 1864                               |          | Edme Beaufils    |           |         |
| avant 1896                               |          | Alexandre Ouagne |           |         |
| mars 2008                                | En cours | Ginette Saulnier |           |         |
| Les données manquantes sont à compléter. |          |                  |           |         |

## Démographie
L'évolution du nombre d'habitants est connue à travers les recensements de la population effectués dans la commune depuis 1793. Pour les communes de moins de 10 000 habitants, une enquête de recensement portant sur toute la population est réalisée tous les cinq ans, les populations de référence des années intermédiaires étant quant à elles estimées par interpolation ou extrapolation. Pour la commune, le premier recensement exhaustif entrant dans le cadre du nouveau dispositif a été réalisé en 2008.

En 2022, la commune comptait 155 habitants, en évolution de −3,73 % par rapport à 2016 (Nièvre : −3,28 %, France hors Mayotte : +2,11 %).
| 1793 | 1800 | 1806 | 1821 | 1831 | 1836 | 1841 | 1846 | 1851 |
| ---- | ---- | ---- | ---- | ---- | ---- | ---- | ---- | ---- |
| 650  | 678  | 625  | 664  | 644  | 730  | 726  | 775  | 743  |

| 1856 | 1861 | 1866 | 1872 | 1876 | 1881 | 1886 | 1891 | 1896 |
| ---- | ---- | ---- | ---- | ---- | ---- | ---- | ---- | ---- |
| 697  | 750  | 793  | 780  | 758  | 810  | 786  | 764  | 678  |

| 1901 | 1906 | 1911 | 1921 | 1926 | 1931 | 1936 | 1946 | 1954 |
| ---- | ---- | ---- | ---- | ---- | ---- | ---- | ---- | ---- |
| 643  | 660  | 642  | 536  | 504  | 421  | 370  | 351  | 267  |

| 1962 | 1968 | 1975 | 1982 | 1990 | 1999 | 2006 | 2008 | 2013 |
| ---- | ---- | ---- | ---- | ---- | ---- | ---- | ---- | ---- |
| 272  | 242  | 212  | 212  | 173  | 168  | 167  | 167  | 162  |

| 2018 | 2022 | - | - | - | - | - | - | - |
| ---- | ---- | - | - | - | - | - | - | - |
| 158  | 155  | - | - | - | - | - | - | - |

## Lieux et monuments

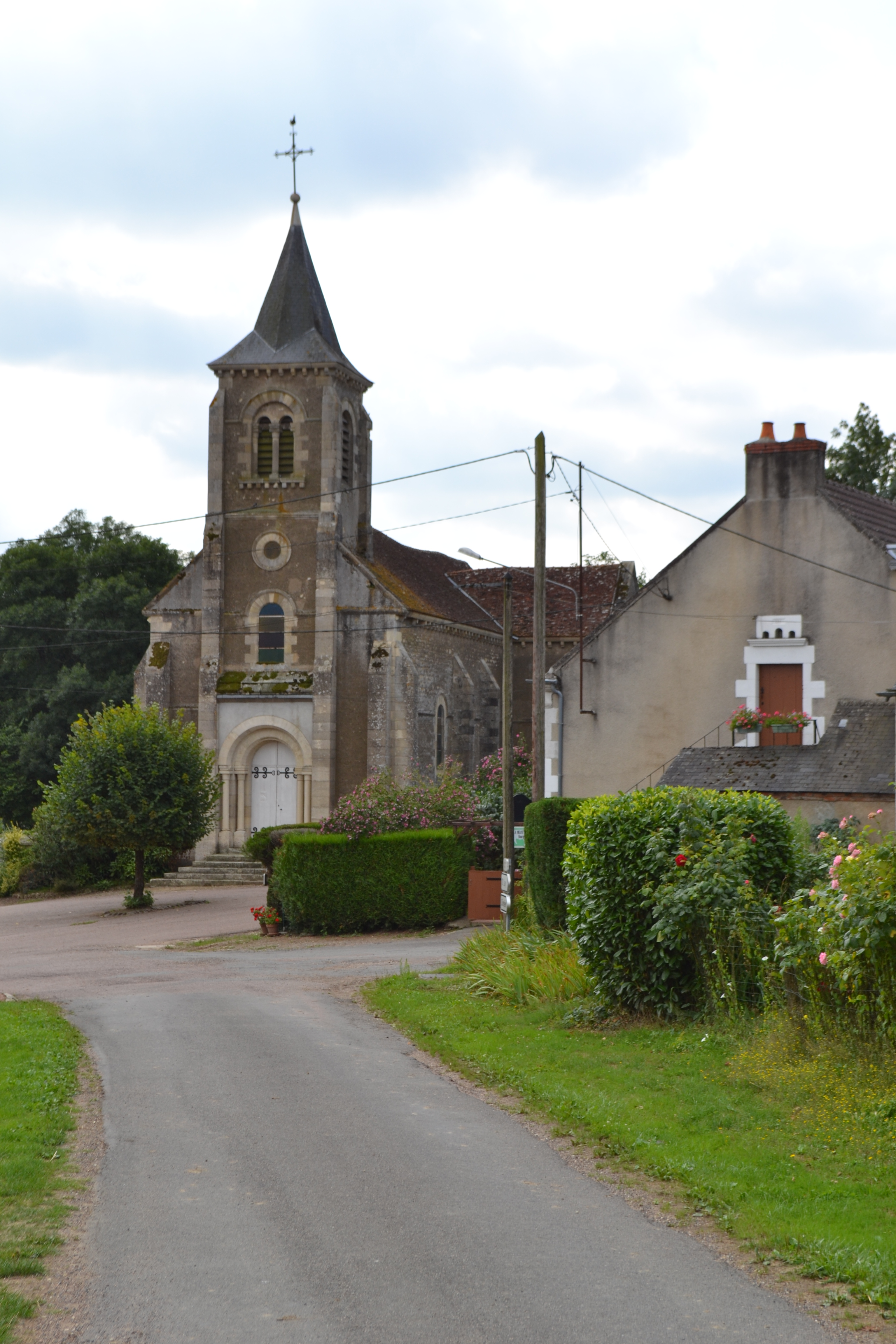
L'église Saint-Martin.

- Église paroissiale Saint-Martin, construite en 1846 et 1847 dans le style du XIIe siècle[32].

## Personnalités liées à la commune
- Dans les années 1870, le poète Achille Millien entreprend de collecter de façon systématique les contes, légendes et chansons populaires du Nivernais. Cette collecte l’amène à rencontrer une habitante de la commune, « Marguerite Pigoury, femme Luzy », et à relever sa version de la chanson La Parricide empoisonneuse[33].
- Paul Ouagne (1862-1937), poète, de Bornet[34].